# 자유주의적 개입주의
자유주의적 개입주의 ( Libertarian paternalism ) 은 개인이나 공공기관이 선택의 자유뿐만 아니라 사상의 실행을 존중하면서 그들의 행동이 합법적으로 가능하다는 개념이다.  이 용어는 2003년에 발표된 행동 경제학자 리처드 세일러와 법학자 캐스 선스타인에 의해 <미국 경제 리뷰>에서 처음 사용되었다.  그들은 《넛지》라는 책에서 그들의 정치 철학을 방어하였다. 